# Nei (football, 1985)
Pour les articles homonymes, voir Nei et Cardoso.
Claudinei Cardoso Félix Silva dit Nei (né le 6 décembre 1985 à Bragança Paulista dans l'État de São Paulo), est un joueur de football brésilien, jouant au poste de défenseur.

## Biographie
Il a notamment remporté la Copa Libertadores en 2010.

## Palmarès
| Atlético Paranaense - Championnat du Paraná (1) : - Champion : 2009. |  | Internacional - Championnat du Rio Grande do Sul (2) : - Champion : 2011 et 2012. - Copa Libertadores (1) : - Vainqueur : 2010. - Recopa Sudamericana (1) : - Vainqueur : 2011. |